# XLIFF
XML Localisation Interchange File Format, dit XLIFF, est un langage de balisage créé pour standardiser les échanges liés à la régionalisation (ou localisation). XLIFF se fonde sur la syntaxe définie par XML.
Ce format a été spécifié par l'OASIS en 2002. La version actuelle de la spécification est la version v2.1 du 13 février 2018.
La norme XLIFF fait partie de l'architecture OAXAL (Open Architecture for XML Authoring and Localization Reference Model).